# Reynoutria japonica
La Reynoutria japonica és una espècie de planta amb flors del gènere Reynoutria dins la família de les poligonàcies (Polygonaceae). És una planta nativa de biomes temperats de l'extrem est d'Àsia, des del krai de Khabàrovsk fins al sud de la Xina, incloses les illes Kurils i el Japó.
Va ser classificada independentment per Maarten Houttuyn com a Reynoutria japonica el 1777 i com a Polygonum cuspidatum per Siebold el 1846. Només als anys 1900 va descobrir-se que eren la mateixa espècie.

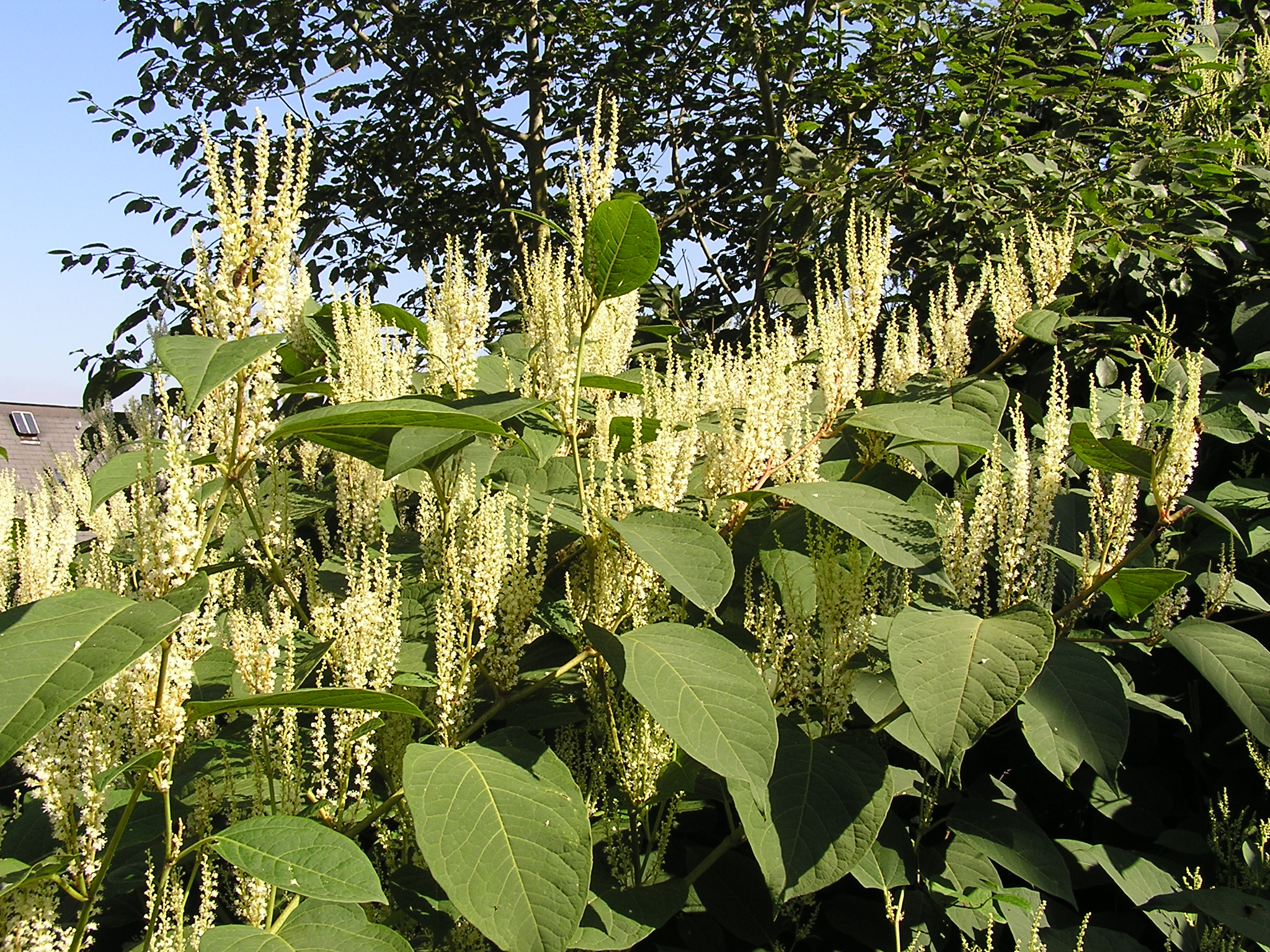
Fallopia japonica en flors

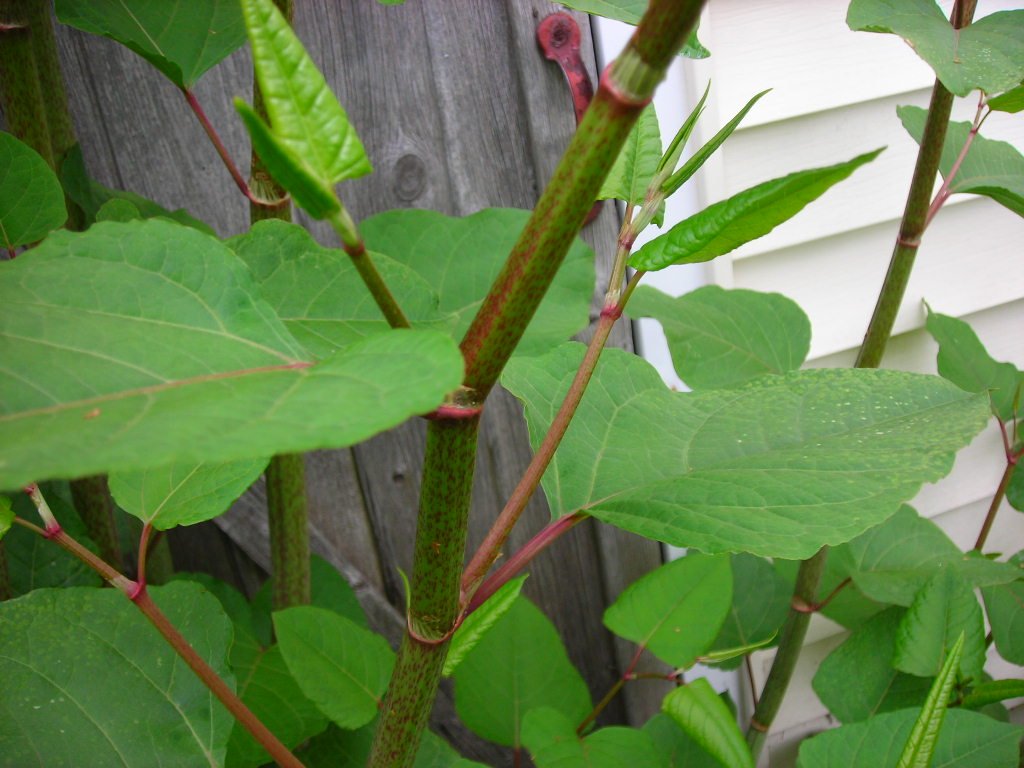
Vista detallada d'una tija

És una planta herbàcia perenne, un geòfit rizomatós, amb arrels profundes (fins a dos metres) que forma tiges de compartiments buits (de 0,5 a 3 metres amb tiges laterals i fulles de 5 a 12 cm. Sota terra forma rizomes amb una llargària de fins a 7 metres. A l'hivern, només la part subterrània sobreviu. Floreix d'agost a setembre. Es propaga tant per llavors com per rizomes, però fora del seu biòtop original es va difondre vegetativament a partir dels pocs exemplars femenins amb flors masculines estèrils importats al segle xix.
Arreu del territori espanyol està catalogada com a espècie exòtica invasora. Entre altres, això implica que està prohibit comercialitzar-la i introduir-la al medi natural. Tampoc es poden reintroduir exemplars que hagin estat extrets de la natura.

## Planta invasora
A Europa va ser introduïda com a planta ornamental el 1849. A poc a poc va entendre's que és una espècie invasora molt exitosa, considerada una de les cent més nocives al món. El 2004 l'Organització Europea i Mediterrània per la Protecció de les Plantes (EPPO) la va llistar com una de les plantes que forma una amenaça important per a les espècies indígenes i per als ecosistemes, i recomana als països membres d'actuar per limitar-ne la dispersió (prohibició de vendre'n o de fer-ne publicitat, programes de destrucció, informació, etc.).
L'expansió problemàtica prové de l'absència d'enemics naturals fora de la zona d'origen al Japó, així com d'una vitalitat extrema, que malgrat la preferència per zones humides i amb molta llum, sobreviu en circumstàncies de secada i d'obaga. Suporta temperatures de -17 °C i temperatures mitjanes mensuals fins a 32 °C. Els rizomes són molt difícils d'eliminar i la propagació vegetativa pot fer-se des propàguls de rizomes de menys d'un gram. Els trossos de tija es propaguen fàcilment a través de dalladores o altres màquines agrícoles contaminades. El compostatge no destrueix la força regenerativa de parts de tiges o de rizomes. Els jardiners, inconscients del perill quan proven de compostar-la o descarreguen deixalles de jardí a la vora d'un bosc, formen una causa més de dispersió fulgurant. Finalment, com les ribes de rius i canals són un dels seus biòtops preferits, el corrent contribueix a infectar les zones més avall.
Destrueix la biodiversitat per la seva robustesa i pel fet que no deixa créixer cap altra planta sota el seu fullatge. No atreu cap insecte i en oprimir espècies més útils a la cadena alimentària empobreix les fonts alimentaris de l'avifauna indígena. Com que envaeix fàcilment terrenys abandonat, pot augmentar considerablement el cost del desenvolupament immobiliari fins a un 10%. Els danys poden ser considerable i l'erradicació quasi manual és costosa. A la Unio Europea s'estima el cost de la plaga l'any 2013 a 12.000 milions d'euros.

## A la península Ibèrica

### Dispersió
Aquesta espècie va ser observada per a la primera vegada a la península Ibèrica el 1974 a la vall d'Aran, Cantàbria i Astúries. El 1989 se l'ha obervat a Puigcerdà i encara el 2014 en certs horts de la Cerdanya com Sanavastre era cultivada com a planta ornamental. Enllà del Pirineu i del Prepirineu, a les zones menys húmides de la península, té menys èxit. El 2015 se l'ha senyalat per primera vegada a la Serra d'Espadà als País Valencià. En les zones sensibles és una espècie a parar molta atenció per la seva força colonitzadora i d'adaptació com que expel·leix tota altra espècie, no té cap utilitat per a la fauna local i cobreix el terra amb fulles que es descomponen molt lentament… Queda un perill molt real per als ecosistemes riberencs dels rius muntanyencs i per a les escasses manifestacions que romanen del bosc humit cantàbric. En un estudi de 2011, l'Agència Catalana de l'Aigua conclou sobre l'estatus a Catalunya: «hi ha altres espècies per les quals s'hauria de revisar l'estatus, que ha pogut quedar desactualitzat des 1989, ja que han experimentat un procés d'expansió (ex. Impatiens glandulifera, Reynoutria japonica).» Fa part de la llista de les 100 espècies invasores més dolentes d'Europa i del Catálogo español de especies exóticas invasoras.
El risc major d'expansió sovint prové de l'home que per una cultura desconsiderada de plantes ornementals o per l'eliminació poc assenyada pot paradoxalment contribuir a la prolificació d'una espècie tant vivaç i poc exigent sense enemics naturals com la Fallopia (Reynoutria) japonica.

### Mesures legals
En aplicació del Conveni del Nacions Unides sobre la biodiversitat, ratificat per l'Estat Espanyol el 1993 i diverses directives europees, el Govern d'Espanya va inscriure la Fallopia japonica al Catàleg espanyol d'espècies invasores l'11 de desembre de 2011 per Reial Decret. El decret prohibeix la introducció al medi natural de tota espècie invasora a tot el territori de l'estat i en prohibeix la possessió, el transport, el tràfic i el comerç d'exemplars vius o morts, de restes o de propàguls. Només per a raons d'investigació, salut i seguretat de persones, l'administració pot concedir excepcions. El decret també estipula la estrategia de prevenció i d'erradicació i les sancions en cas de contravenció. Altres països de la Unió Europea van prendre mesures semblants. El 2013, El Comissari Europeu de Medi Ambient, Janez Potočnik va proposar una nova acció comuna de lluita i de prevenció a partir d'una llista negra de les cinquanta pitjors espècies invasores, a la qual figura la Fallopia japonica.

## Ús
Les tiges joves es poden menjar i tenen un gust àcid com el del ruibarbre per la presència del mateix àcid oxàlic, que cal consumir amb precaucions. Les plantes s'utilitzen també per a l'extracció de resveratrol. Els apicultors aprecien aquesta planta perquè floreix en una estació amb poques altres flors mel·líferes.

## Control
La destrucció és onerosa i penible i fa menester un especialista. Segar, tallar o batre de manera amateur no funciona i al contrari contribueix a la dispersió de la plaga. L'erradicació quasi manual és costosa i s'ha de repetir durant molts anys per eliminar la xarxa de rizomes molt resistent. El tractament químic am glifosat o imazapyr no és gaire eficient, com que se l'ha d'aplicar durant almenys tres anys per a destruir les rizomes. Com aquest tractament no es específic, impedeix la regeneració d'altres espécies.
Una escapçada regular pot cansar els rizomes, però cal esporgar cada quatre setmanes i cremar les restes. Excavar és complicat, per la profunditat de les arrels i pel cost de descontaminar la terra. La sega o el pasturatge poden frenar-la, però no l'erradiquen, car la planta rebrota si s'atura l'operació massa aviat, calen molts anys.
Al Regne Unit es fa un experiment d'introducció controlada d'enemics naturals (fongs i insectes) al seu hàbitat d'origen. Per tal d'evitar d'introduir una nova espècie invasora, això només pot fer-se després l'estudi de l'impacte dels enemics naturals sobre les espècies indígenes. Al sud del País de Gal·les des del 2016 s'han fet els primers experiments amb control biològic i s'hi an alliberat a unes zones Aphalara itadori, un xinxa un predador natural de l'espècie. El fong Mycosphaerella polygoni-cuspidati, també duu esperança per controlar-la, però cal molta recerca per assegurar-se que no és nociua per plantes autòctones. Es fan experiments per trobar si a partir d'aquest fong es pot desenvolupar un plaguicida biològic que es pot aplicar sense risc per altres plantes.